# Bożena Żelazowska

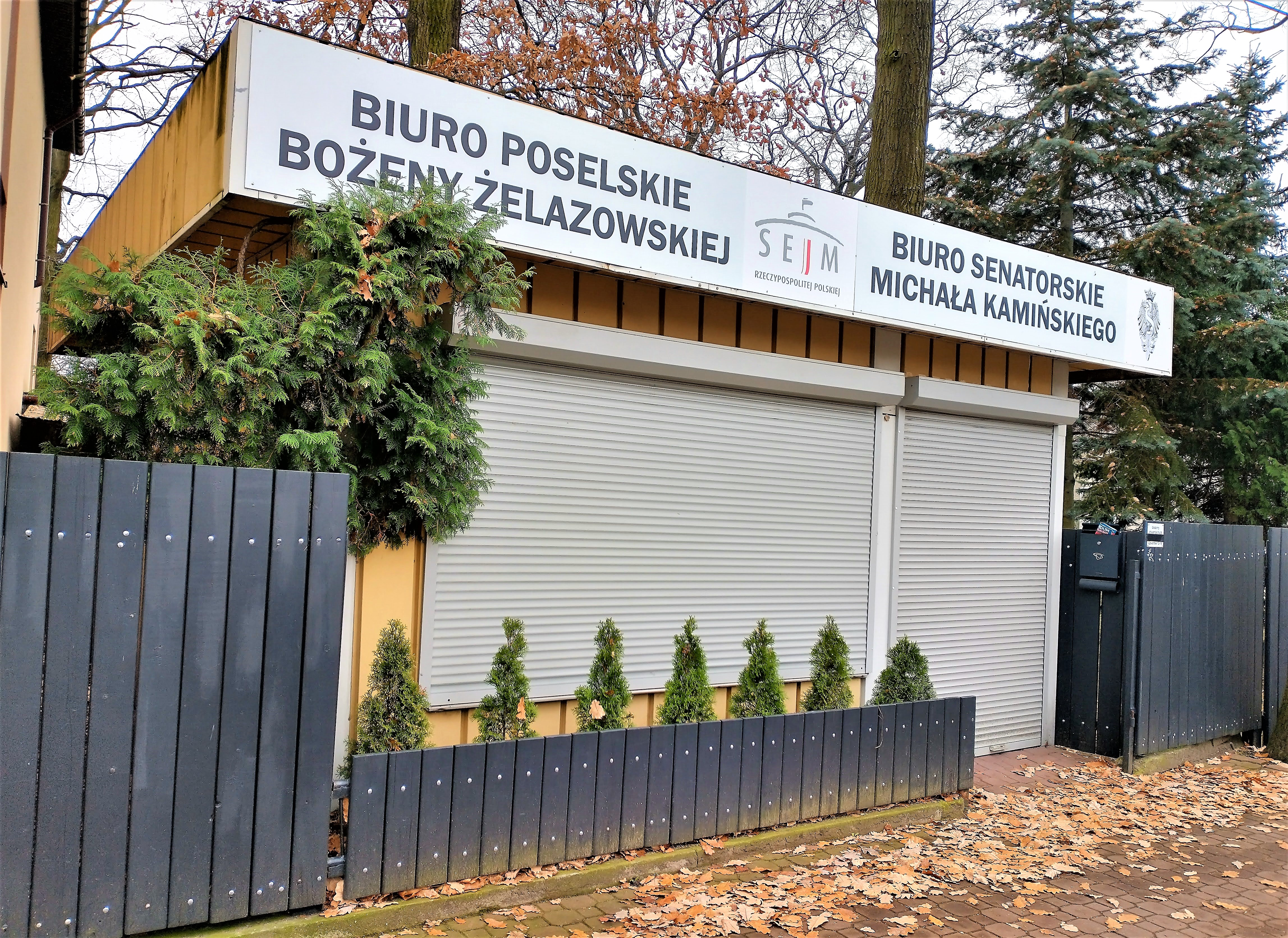
Biuro poselskie w Milanówku

Bożena Jadwiga Żelazowska z domu Malinowska (ur. 23 sierpnia 1970 w Chełmie) – polska nauczycielka, urzędniczka, działaczka samorządowa i polityk, była zastępczyni szefa Urzędu do Spraw Kombatantów i Osób Represjonowanych, posłanka na Sejm IX i X kadencji, od 2023 sekretarz stanu w Ministerstwie Kultury i Dziedzictwa Narodowego oraz generalny konserwator zabytków.

## Życiorys
Córka Franciszka i Zuzanny. Ukończyła studia na Wydziale Politologii Uniwersytetu Marii Curie-Skłodowskiej w Lublinie. Kształciła się też w Szkole Głównej Handlowej w Warszawie (na kierunku „menadżer kultury”) oraz na Wydziale Zarządzania Uniwersytetu Warszawskiego. W czasie studiów wstąpiła do Związku Młodzieży Wiejskiej, a później do Polskiego Stronnictwa Ludowego. Zaangażowana w działalność OSP w powiecie otwockim.
Pracowała jako nauczycielka historii w szkole podstawowej w Chełmie oraz w tamtejszym domu dziecka. W 1999 została zatrudniona w Departamencie Kultury i Dziedzictwa Narodowego Urzędu Marszałkowskiego Województwa Mazowieckiego, od 2001 jako zastępczyni dyrektora. W 2013 powołana na stanowisko zastępczyni kierownika (później szefa) Urzędu do Spraw Kombatantów i Osób Represjonowanych. Później podjęła pracę jako pełnomocnik w Stacji Muzeum w Warszawie.
Z listy PSL kandydowała do Sejmu w wyborach parlamentarnych w 2005, 2007, 2011 i 2015, oraz do Sejmiku Województwa Mazowieckiego w wyborach samorządowych w 2002, 2006 i 2010. W wyborach w 2014, startując z 1. miejsca listy PSL, otrzymawszy 17 664 głosy, została wybrana na radną V kadencji samorządu województwa. Przewodniczyła Komisji Kultury i Dziedzictwa Narodowego. W wyborach w 2018 odnowiła swój mandat (dostała 15 515 głosów). W VI kadencji samorządu województwa przewodniczyła Komisji Promocji Województwa Mazowieckiego i Współpracy Zagranicznej.
W 2019, startując z 2. miejsca listy Polskiego Stronnictwa Ludowego, zdobyła 8665 głosów w okręgu wyborczym nr 20, uzyskując mandat posłanki na Sejm IX kadencji. W wyborach w 2023 z powodzeniem ubiegała się o poselską reelekcję z ramienia koalicji Trzecia Droga (z wynikiem 21 416 głosów). W grudniu tego samego roku objęła stanowiska sekretarza stanu w Ministerstwie Kultury i Dziedzictwa Narodowego oraz generalnego konserwatora zabytków. W 2024 bez powodzenia startowała w wyborach do Parlamentu Europejskiego jako liderka listy Trzeciej Drogi w okręgu nr 5, otrzymując 21 790 głosów.

## Odznaczenia
W 2004 otrzymała Brązowy Krzyż Zasługi.